# Dříteň
Dříteň (en allemand : Zirnau) est une commune du district de České Budějovice, dans la région de Bohême-du-Sud, en République tchèque. Sa population s'élevait à 1 699 habitants en 2023.

## Géographie
Dříteň se trouve à 11 km au sud-ouest de Týn nad Vltavou, à 22 km au nord-ouest de České Budějovice et à 105 km au sud de Prague.
La commune est limitée par Protivín et Temelín au nord, par Olešník à l'est, par Nákří, Dívčice et Malovice au sud et par Libějovice, Vodňany et Číčenice à l'ouest.

## Histoire
La première mention écrite du village date de 1432.

## Administration
La commune se compose de neuf sections :
- Dříteň
- Chvalešovice
- Libív
- Malešice
- Radomilice
- Strachovice
- Velice
- Záblatí
- Záblatíčko

## Galerie

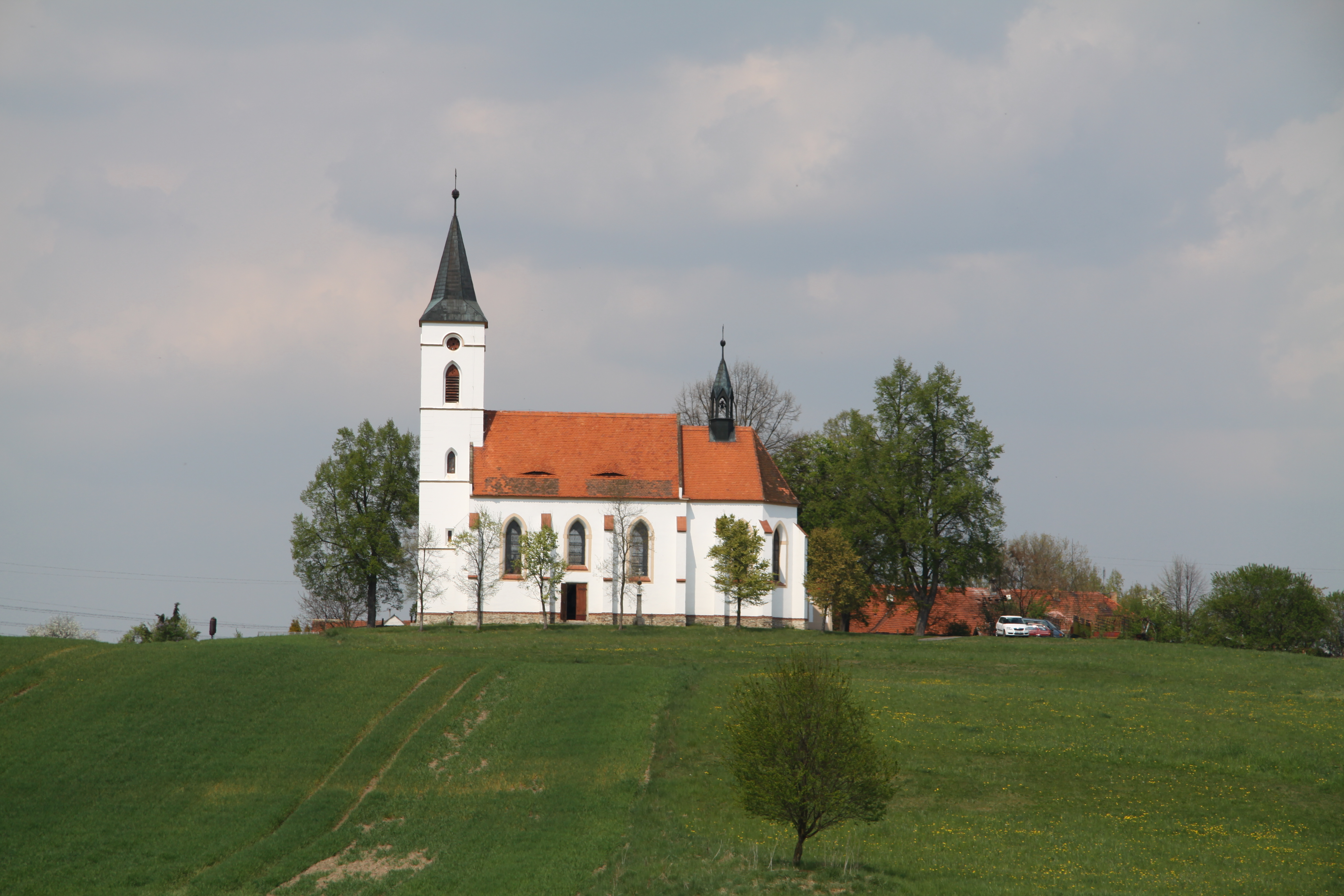
Église à Zablaticko.
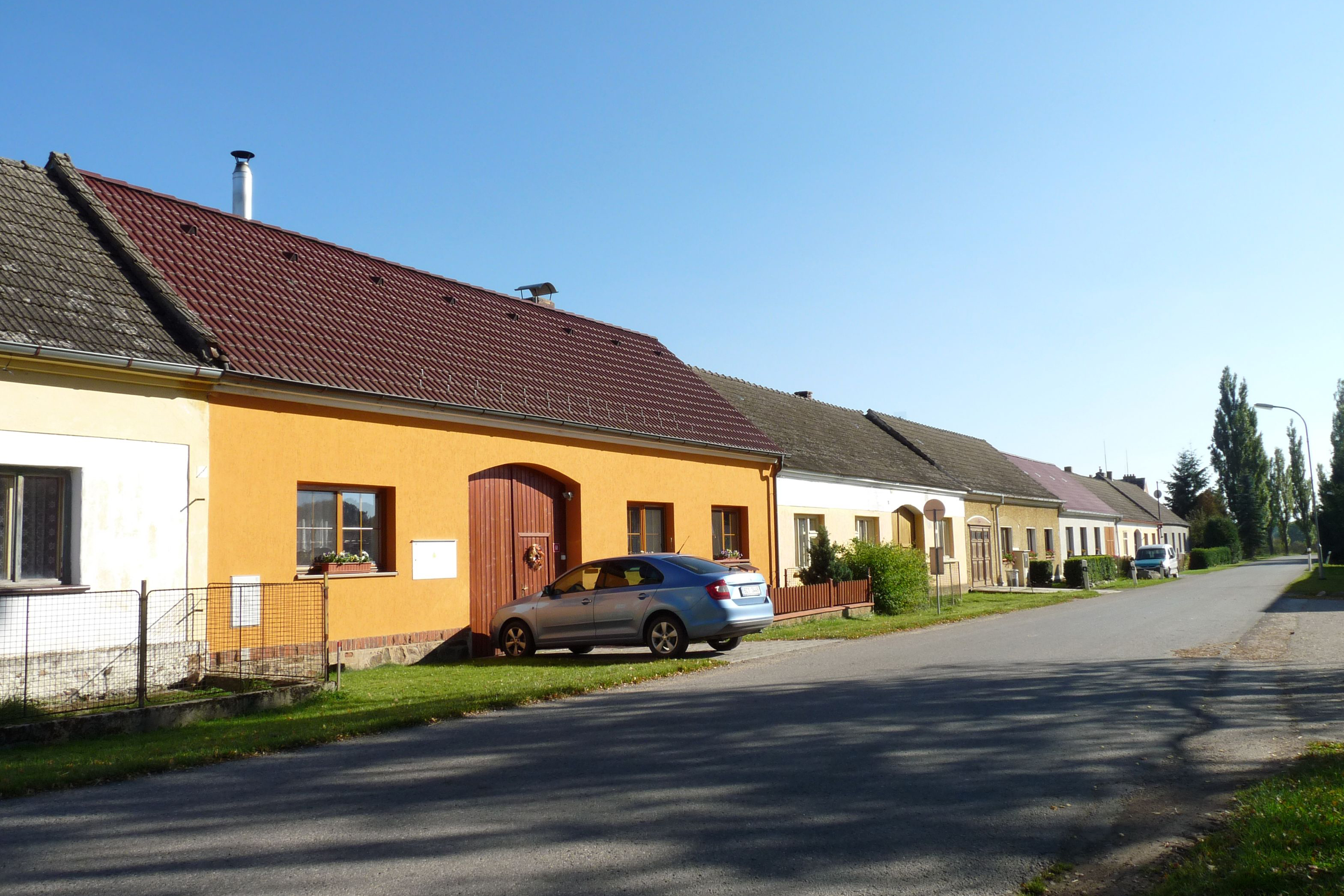
Záblatí.

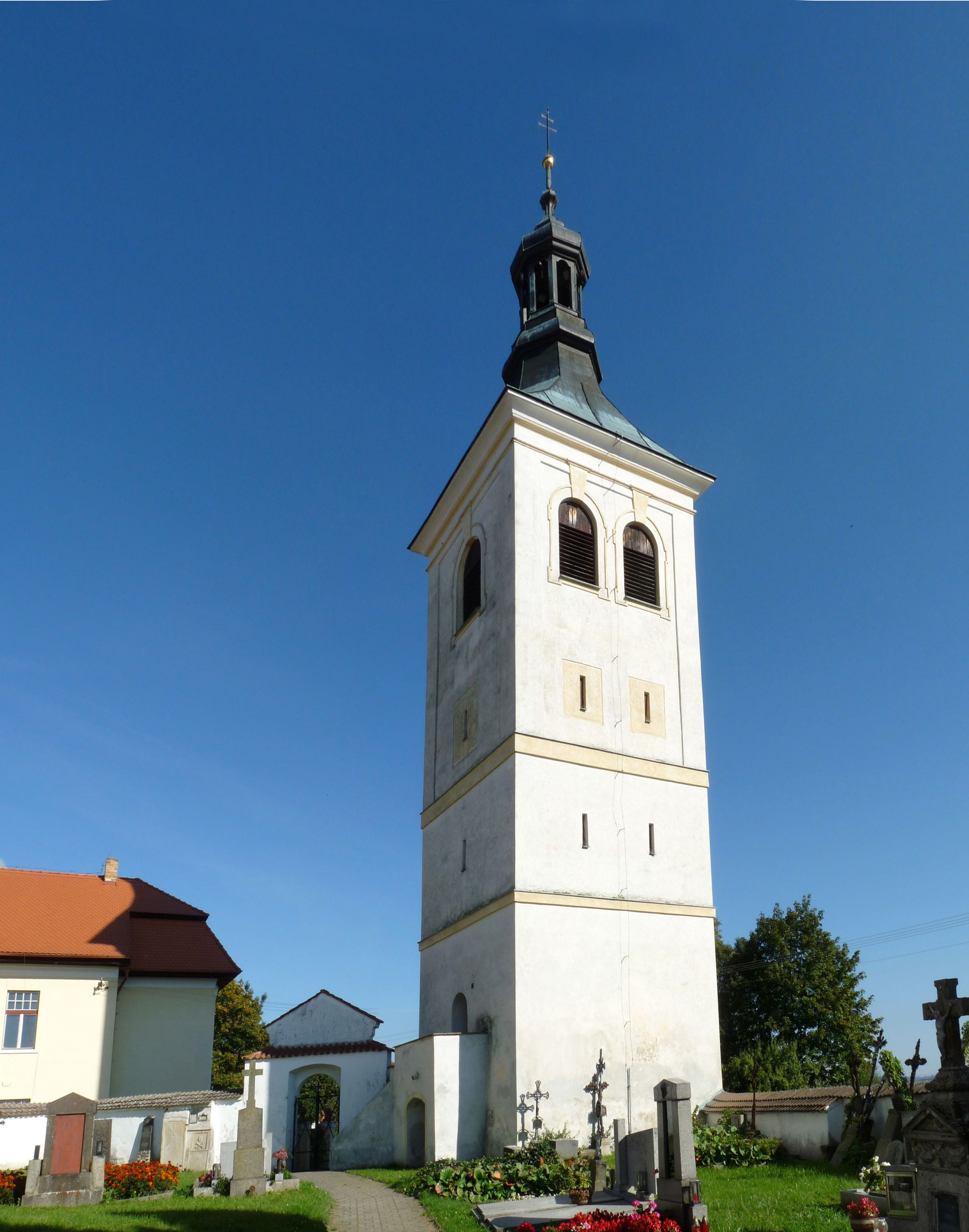
Église Saint-Stéphane à Bílá Hůrka.
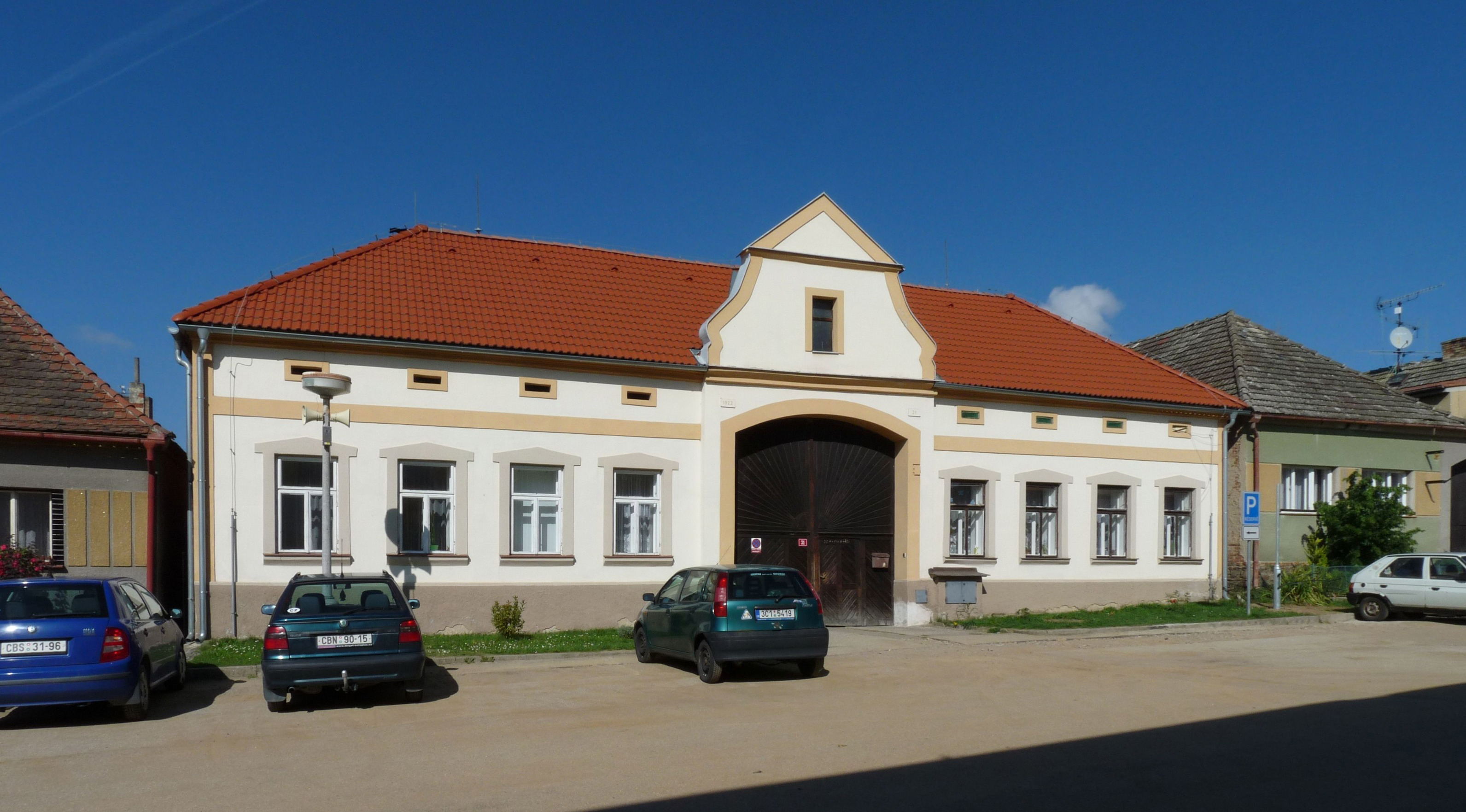
Maison à Dříteň.

## Transports
Par la route, Dříteň se trouve à 12 km de Týn nad Vltavou, à 23 km de České Budějovice et à 132 km de Prague.